# بردلی، شهرستان ماراتن، ویسکانسین
بردلی (به انگلیسی: Bradley) یک منطقهٔ مسکونی در ایالات متحده آمریکا است که در کلیولند، اوهایو واقع شده‌است. بردلی ۳۷۰٫۹۵ متر بالاتر از سطح دریا واقع شده‌است.